# HD 45350
HD 45350 (Lucilinburhuc) – gwiazda typu żółty podolbrzym, położona w gwiazdozbiorze Woźnicy w odległości 153 lat świetlnych.
Jest to żółty podolbrzym, gwiazda typu widmowego G5.
W 2005 roku ogłoszono odkrycie planety o oznaczeniu HD 45350 b (Peitruss) okrążającej tę gwiazdę.

## Nazwa
Gwiazda ma nazwę własną Lucilinburhuc, która jest nazwą zamku zbudowanego w 963 roku przez Zygfryda I, pierwszego hrabiego Luksemburga. Nazwa została wyłoniona w konkursie zorganizowanym w 2019 roku przez Międzynarodową Unię Astronomiczną w ramach stulecia istnienia organizacji. Uczestnicy z Luksemburga mogli wybrać nazwę dla tej gwiazdy. Spośród nadesłanych propozycji zwyciężyła nazwa Lucilinburhuc dla gwiazdy i Peitruss dla planety.